# 小林守夫
小林 守夫（こばやし もりお、1935年9月2日 ｰ ）は日本の音響監督、演出家である。

## 経歴・人物
東京向島生まれ。歌舞伎を見たことがきっかけで芝居に興味を持ち、日本大学芸術学部を卒業。
1960年4月に東北社（現在の東北新社）へ入社。入社当初は小林曰く「翻訳者の集団」だったが、しばらくして海外作品の吹替版の制作をすることになり、1961年に連続ドラマ『ハイウェイ・パトロール』の演出を担当。これが演出デビュー作となる。以後、数々の洋画吹替の演出を担当（アニメーションの音響監督も担当している。）。
吹替の創生期から活躍する大ベテランであり、同じ演出家で小林の助手を務めた経験のある小山悟は「大作をたくさん手掛けていた」と語っている。また、小林清志や広川太一郎 が声優活動を行うきっかけを作った人物でもある。
近年は東京声優アカデミーで講師を務めるなど、後進の育成にも力を注いでいる。アカデミー時代の教え子には田中敦子がおり、才能を見出した小林は「主役を目指す人は、最初から主役をやって、そういう経験を重ねていかなくてはいけない」という考えから、ヒロイン役など、田中自身が“分不相応”と思うような役に起用していた。田中はのちに「そんな先生に巡り合えたことは本当に幸運でした」と回想している。
大学の先輩だった小林清志とは「きよしさん、もりおくん」と呼び合う仲で、清志は「長いお付き合いをさせて貰った終生の戦友」と称している。
インタビューで“ベストフィックス”を問われた際には、久米明のハンフリー・ボガート、野沢那智のアル・パチーノ、そして『ROOTS／ルーツ』でチキン・ジョージ役を担当した内海賢二を挙げている。
今まで演出を手掛けた作品の中で最も思い入れが深い作品に『ゴッドファーザー』を挙げている。また『大脱走』も「手掛けられたことは、今でも私の誇りです」と語っている。

## 主な演出作品

### 吹き替え

#### 映画
- 青い体験シリーズ
  - 青い体験
  - 続・青い体験
- 嵐の中で輝いて※機内上映版
- アンタッチャブル（フジテレビ版）
- アンネの日記
- 偉大な生涯の物語
- ウォール街※ANA機内上映版
- OK牧場の決斗（東京12ch版）
- 狼たちの午後
- 狼よさらば
- オール・ザット・ジャズ（LD版）
- オフサイド7
- オリエント急行殺人事件
- 風と共に去りぬ（日本テレビ旧版）
- ガルシアの首
- キラー・エリート
- 空軍大戦略
- 空爆特攻隊
- グライド・イン・ブルー
- ゲッタウェイ（フジテレビ版）
- 荒野の七人（NET版）
- ゴッドファーザー シリーズ
  - ゴッドファーザー（日本テレビ版）
  - ゴッドファーザー PART II（日本テレビ版）
  - ゴッドファーザー PART III（ソフト版・フジテレビ版）
- 殺意の香り
- ザ・パッセージ/ピレネー突破口
- サブウェイ・パニック
- シェーン（日本テレビ旧版・新版・テレビ朝日版）
- シカゴ・コネクション/夢みて走れ
- ジャッカルの日（テレビ東京版）
- 史上最大の作戦（テレビ東京版）
- シティヒート（フジテレビ版）
- ジョーズシリーズ
  - ジョーズ（テレビ東京版）
  - ジョーズ3
- 勝利なき戦い
- 新・夕陽のガンマン/復讐の旅
- スーパーガール
- スパイクス・ギャング
- スペース・サタン（フジテレビ版）
- スラップ・ショット（フジテレビ版）
- 戦場
- 戦場にかける橋（フジテレビ版）
- 捜索者（フジテレビ版）
- ダーティハリー2（フジテレビ版）
- 大脱走
- タイタニック（フジテレビ旧版・日本テレビ版・フジテレビ新版）
- 大統領の陰謀
- 太陽がいっぱい（テレビ朝日版）
- タワーリング・インフェルノ（フジテレビ版）
- 超高層プロフェッショナル
- 遠すぎた橋（日本テレビ版）
- ドノバン珊瑚礁
- トワイライトゾーン/超次元の体験
- ナイル殺人事件 (1978年の映画)
- 博士の異常な愛情 または私は如何にして心配するのを止めて水爆を愛するようになったか（NET版）
- 白鯨（TBS版）
- ハンター（テレビ朝日版）
- 裸足の伯爵夫人（NET版）
- 武器よさらば
- ブラジルから来た少年
- ブラニガン
- ブリット（テレビ朝日版）
- 暴走機関車（TBS版）
- 慕情（NET版）
- ボルサリーノ（テレビ朝日版）
- マイ・フェア・レディ（テレビ朝日版・TBS版・機内上映版）
- マトリックスシリーズ（フジテレビ版）
  - マトリックス
  - マトリックス リローデッド
  - マトリックス レボリューションズ
- マルタの鷹
- 見知らぬ乗客
- ヤング・シャーロック/ピラミッドの謎※機内上映版
- 夕陽のガンマン（NET版）
- レイズ・ザ・タイタニック（フジテレビ版）
- ローマの哀愁
- ローマの休日（フジテレビ版・テレビ朝日版）
- 鷲は舞いおりた
- 夢の降る街
- いつか晴れた日に
- ウーマン ラブ ウーマン
- ヴィクトリー 遥かなる大地
- ウィズ・ユー
- 空中ぶらんこ
- パトリオット・ゲーム
- レッド・オクトーバーを追え!（ソフト版）
- RONIN（フジテレビ版）

#### ドラマ
- ダンディ2 華麗な冒険
- ハイウェイ・パトロール
- ヒルストリート・ブルース
- 炎のテキサス・レンジャー
- ラット・パトロール
- 地上最強の美女たち!チャーリーズ・エンジェル
- ルーツ

### アニメーション
- 草原の少女ローラ